# Hendrik Pieter Everwijn

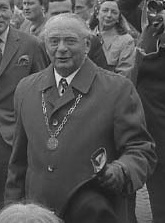
Burgemeester H.P. Everwijn (1978)

Hendrik Pieter Everwijn (Brouwershaven, 23 augustus 1914 – 8 januari 1988) was een Nederlands politicus van de VVD.
Hij werd geboren als zoon van Jakob Pieter Everwijn (1889-1946, wagenmaker) en Maatje van Sluis (1890-1965). Na de hbs begon hij in 1932 zijn carrière als volontair bij de gemeente Brouwershaven. Daarna was hij werkzaam bij de gemeentesecretarieën van achtereenvolgens Duivendijke, Zierikzee, Zuidzande en Oostburg. In mei 1955 werd Everwijn benoemd tot burgemeester van Zuidzande en midden 1964 volgde zijn benoeming tot burgemeester van Westerschouwen. In 1979 ging hij daar met pensioen. Everwijn overleed begin 1988 op 73-jarige leeftijd.